# Izštekani (album, Mrfy)
Izštekani je  album v živo slovenske indie rock skupine Mrfy, ki je izšel 9. julija 2018 pri ZKP RTV Slovenija v digitalni obliki. Posnet je bil maja 2018 v sklopu oddaje Izštekani, ki jo vodi Jure Longyka. O albumu je pevec Gregor Strasbergar povedal: "Vsaka priložnost, ko lahko kaj priredimo, nam je huda. To velja tudi za naše komade."
Ker je ta album izšel prej kot njihov prvenec Story (ki je izšel septembra 2018), vsebuje veliko pesmi, ki jih skupina do tedaj še ni uradno izdala.

## Seznam pesmi
Vse pesmi je napisala skupina MRFY, razen kjer je to označeno.
| Št. | Naslov                     | Dolžina |
| --- | -------------------------- | ------- |
| 1.  | „Dober dan‟                | 1:04    |
| 2.  | „Tretje oko‟               | 4:13    |
| 3.  | „Kje sem spet‟             | 4:35    |
| 4.  | „Ona‟                      | 3:14    |
| 5.  | „Anakin‟                   | 4:12    |
| 6.  | „Aspekti‟                  | 3:56    |
| 7.  | „Klic‟                     | 3:56    |
| 8.  | „Always‟                   | 4:02    |
| 9.  | „Rdeči alarm‟              | 4:22    |
| 10. | „Ti dam‟                   | 4:38    |
| 11. | „Na samo letim‟            | 3:56    |
| 12. | „Zrejlo je žito‟ (ljudska) | 9:04    |
| 13. | „Ajde bok‟                 | 0:50    |

## Zasedba
Mrfy
- Gregor Strasbergar
- Lenart Merlin
- Tomaž Zupančič
- Rok Klobučar